# 오시마촌 (나가노현)
오시마촌(大島村)은 나가노현 시모이나군에 있던 촌이다. 현재의 마쓰카와정에 해당한다.

## 역사
- 1889년 4월 1일 - 정촌제 시행에 의해 오시마촌 외 1촌의 구역을 확장해 성립하였다.
- 1956년 9월 30일 - 가미이나군 가미카타기리촌과 합병해 시모이나군 마쓰카와정이 성립하여, 동일 오시마촌은 폐지되었다.

## 교통

### 철도
- 일본국유철도
  - 이다선

### 도로
- 국도 제153호선

현재는 구 촌역에 주오 자동차도의 마쓰카와 나들목이 소재하지만 당시엔 미개통

## 참고문헌
- 角川日本地名大辞典 20 長野県